# Jake's Daughter
Jake's Daughter è un cortometraggio muto del 1910 diretto da Theo Bouwmeester (Theo Frenkel).

## Trama
Jack deruba un milionario, padre adottivo di una ragazza che è stata abbandonata da piccola proprio dallo stesso Jack.

## Produzione
Il film fu prodotto dalla Hepworth.

## Distribuzione
Distribuito dalla Hepworth, il film - un cortometraggio di 198 metri - uscì nelle sale cinematografiche britanniche nel luglio 1910.
Si conoscono pochi dati del film che, prodotto dalla Hepworth, fu distrutto nel 1924 dallo stesso produttore, Cecil M. Hepworth. Fallito, in gravissime difficoltà finanziarie, il produttore pensò in questo modo di poter almeno recuperare il nitrato d'argento della pellicola.